# Nevrland
 (août 2021).
Pour plus de détails, voir Fiche technique et Distribution.
Nevrland est un film autrichien réalisé par Gregor Schmidinger (en) et sorti en 2019.

## Fiche technique
- Titre : Nevrland[1],[2]
- Réalisation : Gregor Schmidinger (en)
- Scénario : Gregor Schmidinger
- Décors : Conrad Reinhardt, Anna Seidl
- Costumes : Christine Ludwig
- Photographie : Jo Molitoris (de)
- Son : Jürgen Haiden, Rudolf Gottsberger, Thomas Pötz, Sebastian Watzinger
- Montage : Gerd D. Berner
- Musique : Gerald Vdh
- Pays de production :  Autriche
- langue originale : allemand
- Sociétés de production : OrBrock Film
- Société de distribution : Idaho Films
- Genre : drame
- Durée : 88 minutes
- Dates de sortie :
  - Autriche : 13 septembre 2019
  - Allemagne : 17 octobre 2019
  - France : 15 juin 2021 (sortie en DVD/VOD)

## Distribution
- Simon Frühwirth (de) : Jakob
- Paul Forman : Kristjan
- Josef Hader : le père
- Wolfgang Hübsch : le grand-père
- Anton Noori (de) : Murat
- Markus Schleinzer : le psy
- Nico Greinecker : le petit garçon
- Carl Achleitner (de) : le prêtre
- Peter Machacek : le docteur